# 환원제
환원제(還元劑)는 환원제 자신은 산화되면서 다른 물질을 환원시키는 성질이 큰 물질을 말한다. 이와 반대적 특성을 가진 물질은 산화제라고 한다. 물질마다 전자를 잃고 얻는 성질의 세기가 다르기 때문에 산화, 환원 반응이 일어난다. 환원제의 경우, 대상 물질에 비해 환원제 스스로는 전자를 잃는 정도가 크고, 대상 물질은 환원제로부터 유래된 전자를 얻는 상대적 정도의 크기가 크다. 그러므로 환원제와 산화제는 작용하는 물질의 종류와 이에 상대하는 대상 물질의 종류의 조합에 따라 불리는 상대적 명칭이다.

## 환원제의 예
대표적인 환원제로 작용하는 물질 중 하나는 알데하이드계 물질로써, 알데하이드계 물질은 알코올계 혹은 카르복실산계로 산화되는 산화성이 크기 때문에 대부분의 물질에 대하여 환원제로 작용한다. 기본적인 알데하이드에는 포름알데하이드(HCHO), 아세트알데하이드(CH3CHO) 등이 있다. 포름 알데하이드는 산화 작용으로 인한 유기 물질의 부패를 방지하기 위한 환원 보존제로 널리 쓰인다.